# Bashkia e Durrësit
Bashkia e Durrësit är en kommun i Albanien.   Den ligger i prefekturen Qarku i Durrësit, i den nordvästra delen av landet, 30 kilometer väster om huvudstaden Tirana.